# Marmi longobardi di San Salvatore
I marmi longobardi della chiesa di San Salvatore a Brescia costituiscono una vasta collezione di frammenti, soprattutto di tipo architettonico, superstiti dell'originale arredo liturgico della basilica longobarda fondata alla metà dell'VIII secolo da re Desiderio e da sua moglie Ansa.
Per la maggior parte di essi è difficile risalire alla primitiva destinazione e ancora più complesso è tentarne il riassemblaggio, che pure è stato proposto per alcuni di essi, sfruttando incastri combacianti o palesi contiguità per dimensione e stile. I frammenti provengono probabilmente da altari e altre emergenze architettoniche come reliquiari, teche, recinzioni e un ambone, e sono tutti databili tra l'VIII e il IX secolo, risalenti dunque alla prima dotazione liturgica della chiesa. Tutti i marmi si trovano oggi esposti nel museo di Santa Giulia, soprattutto nell'aula della stessa ex chiesa di San Salvatore dalla quale provengono, e nei locali adiacenti.

## I marmi
| Immagine | Nome                                    | Note |
| -------- | --------------------------------------- | --- |
|          | Lastra con pavone                       | Probabilmente parte di un ambone, del quale faceva parte anche una lastra gemella conservatasi frammentaria. Simbolo di tutti i marmi di età longobarda pervenutici dall'originale arredo liturgico della basilica, costituisce uno dei più importanti e raffinati esempi della scultura del periodo, ispirato all'eleganza dell'arte bizantina e al naturalismo di derivazione tardoantica.       |
|          | Lastra con pavone frammentaria          | Gemella della precedente, alla quale doveva abbinarsi per simmetria o opposizione. I due frammenti superstiti sono stati trovati nel 1956, reimpiegati nella pavimentazione della chiesa. |
|          | Pluteo con croce gemmata                | I due incavi laterali, stretti e oblunghi, fanno pensare che dovesse essere incastrata assieme ad altri pezzi, probabilmente a costituire una balaustra monumentale forse presbiteriale. La ricca decorazione a fasce e gemme sulla croce rappresenta, anche se in forma semplificata, la tipologia della croce altomedievale, d'altare o astile, indorata e ingemmata..                           |
|          | Pluteo frammentario                     | I tre frammenti, in sede espositiva, sono stati ricomposti a ricreare la verosimile conformazione del manufatto originale. La lastra presenta una sporgenza sul lato destro e, similmente ad altri pezzi dello stesso tipo, è da ricondurre alle recinzioni o balaustre che dividevano l'interno della chiesa in spazi liturgici diversi. L'ornato geometrico consente una datazione al IX secolo. |
|          | Colonnina con capitello                 | I due pezzi fanno parte di un unico blocco di marmo. Il fusto della colonna presenta una fitta e continua decorazione a girali di vite con foglie e grappoli. |
|          | Fusto di colonna                        | Il frammento presenta una decorazione a girali di vite analoga a quella che riveste altri pezzi simili. |
|          | Frammento terminale di fusto di colonna | La pietra è stata rinvenuta alla fine del XX secolo nell'area del monastero e presenta numerose corrispondenze con una delle colonnine altomedioevali, anch'essa frammentaria, reimpiegate nel XV secolo nel loggiato del primo chiostro. L'affinità tra le dimensioni del pezzo e la tipologia di ornamenti lasciano credere che questo frammento faccia parte della medesima colonna.            |
|          | Fusto di colonna                        | Il frammento è della stessa tipologia di altre colonne frammentarie rinvenute, con motivi vegetali e geometrici ad intreccio. |
|          | Fusto di colonna                        | La risoluzione ottagonale del fusto è inusuale e si discosta dagli altri frammenti della stessa tipologia. Tutti i lati sono fittamente decorati da intrecci geometrici, con un motivo diverso per ogni lato. |
|          | Base di colonna                         | La base, una delle poche pervenute, era pertinente a uno dei fusti di colonnina già trattati. |
|          | Capitello doppio                        | Il capitello superiore, "a stampella" e decorato con fogliami e croci a rilievo, poggia su uno più piccolo inferiore di derivazione corinzia. |
|          | Capitello doppio                        | Della stessa tipologia del precedente. |
|          | Capitello a stampella                   | Al capitello, ornato da un motivo geometrico, doveva essere abbinato un capitello inferiore di fattura pseudo corinzia, come i precedenti. |
|          | Capitello a stampella                   | Al capitello, ornato da un motivo geometrico, doveva essere abbinato un capitello inferiore di fattura pseudo corinzia, come i precedenti. |
|          | Capitello a stampella                   | Al capitello, ornato da un motivo geometrico, doveva essere abbinato un capitello inferiore di fattura pseudo corinzia, come i precedenti. |
|          | Lastra traforata                        | Il pregiato manufatto è da ricondurre a una recinzione monumentale, probabilmente presbiteriale. |
|          | Lastra ad arco                          | La lastra, decorata a bassorilievo con forme geometriche e vegetali, è tra le più complete e meglio conservate della collezione di frammenti. Faceva probabilmente parte di un ambone, di cui si è proposta la ricostruzione. |
|          | Altri frammenti di ambone               | L'originario ambone della chiesa è stato parzialmente ricostruito in sede museale utilizzando sei frammenti pertinenti e conformi per stile, tra i quali il manufatto precedente è il più consistente e meglio conservato. |
|          | Frammenti di altari e recinzioni        | Nell'abside sinistra della chiesa di San Salvatore è riunito un gruppo di sette frammenti di dubbia provenienza e riconducibili genericamente ad altari e recinzioni liturgiche. Tra di essi vi sono anche due ghiere d'arco. |
|          | Finestrella a bifora                    | La struttura del manufatto potrebbe essere ricondotta al fronte di un reliquiario, oppure era collocato nella parte frontale dell'altare maggiore per consentire la vista delle reliquie custodite nella cripta sottostante. Inoltre, il pezzo è pervenuto tramite donazione dalla collezione Lechi ed è solo tradizionalmente riferito a San Salvatore.                                           |